# Flavio Vanzella
Flavio Vanzella (Vazzola, Treviso, Vèneto, 4 de març de 1964) és un ciclista italià, ja retirat, que fou professional entre 1989 i 1998.
Com a ciclista amateur, el 1987 es proclamà campió del món per equips de contrarellotge de 100 km en ruta, formant equip amb Roberto Fortunato, Eros Poli i Mario Scirea. El 1988 va prendre part als Jocs Olímpics d'Estiu que es van disputar a Seül. En ells fou cinquè en la prova dels 100 km contrarellotge per equips.
Com a professional destaca la victòria al Giro del Vèneto de 1995 i una etapa a la Volta a Suïssa del mateix any. El 1994 va dur el mallot groc de líder durant dues etapes del Tour de França.

## Palmarès
- 1986
  - 1r al Regio Tour
- 1987
  -  Campió del món per equips de contrarellotge de 100 km en ruta, amb Roberto Fortunato, Eros Poli i Mario Scirea
  - 1r a la Piccola Sanremo
- 1993
  - Vencedor d'una etapa de l'Euskal Bizikleta
- 1995
  - 1r al Giro del Vèneto
  - Vencedor d'una etapa de la Volta a Suïssa

### Resultats al Giro d'Itàlia
- 1991. 93è de la classificació general
- 1992. 76è de la classificació general
- 1993. 82è de la classificació general
- 1994. 60è de la classificació general

### Resultats al Tour de França
- 1992. 59è de la classificació general
- 1993. 51è de la classificació general
- 1994. 41è de la classificació general. Porta el mallot groc durant 2 etapes
- 1995. 86è de la classificació general
- 1996. 60è de la classificació general
- 1997. 106è de la classificació general

### Resultats a la Volta a Espanya
- 1989. Abandona (21a etapa)
- 1996. Abandona (11a etapa)